# Augie Ojeda
Octavio Augie Ojeda, född den 20 december 1974 i Los Angeles i Kalifornien, är en amerikansk-mexikansk före detta professionell basebollspelare som tog brons för USA vid olympiska sommarspelen 1996 i Atlanta.
Ojeda spelade därefter nio säsonger i Major League Baseball (MLB) 2000–2004 och 2007–2010. Han spelade för Chicago Cubs (2000–2003), Minnesota Twins (2004) och Arizona Diamondbacks (2007–2010). Han användes mest som shortstop och andrabasman. Totalt spelade han 502 matcher med ett slaggenomsnitt på 0,234, sju homeruns och 81 RBI:s (inslagna poäng).
Ojeda representerade även Mexiko vid World Baseball Classic 2009.